# Coupe de Pérouse
La Coupe de Pérouse (ou Coppa della Perugina, parfois aussi dite di Perugia) était une course automobile italienne de type Grand Prix de Formule libre, organisée par l'Automobile Club di Perugia durant les années 1920 quatre années de rang, lors de la seconde quinzaine du mois de mai sur le circuit de la ville de Pérouse, dans la province du même nom (en Ombrie).

## Palmarès
| Année | Vainqueur           | Voiture             |
| ----- | ------------------- | ------------------- |
| 1924  | Emilio Materassi    | Itala Simplex 4,7 l |
| 1925  | Gastone Brilli-Peri | Ballot Indy         |
| 1926  | Emilio Materassi    | Itala               |
| 1927  | Emilio Materassi    | Itala               |

## Affiche
Federico Seneca crée les quatre affiches de la course,,, organisée par Giovanni Buitoni (it), propriétaire de la Perugina.